# Dominique Bréda
 (février 2011).
Si vous disposez d'ouvrages ou d'articles de référence ou si vous connaissez des sites web de qualité traitant du thème abordé ici, merci de compléter l'article en donnant les références utiles à sa vérifiabilité et en les liant à la section « Notes et références ».
Dominique Bréda (né en 1975) est un dramaturge et metteur en scène belge. Il est également photographe et musicien.

## Biographie
Après un passage à l’Institut des arts de diffusion en réalisation, il est diplômé de l’école de Photographie de la ville de Bruxelles. Il est d’abord photographe de plateau.
Il est aussi guitariste, compositeur et chanteur dans le groupe Royal Hotel. Il écrit et interprète également la musique de plusieurs spectacles à Bruxelles (Le Laboratoire des Hallucinations mis en scène par Emmanuel Dekoninck à l'Atelier 210 en 2005, Dieu habite Düsseldorf mis en scène par Alexis Goslain au Centre Culturel des Riches Claires en 2007).
En 2006, il écrit et met en scène avec Alexis Goslain sa première pièce pour le théâtre de la Toison d'Or. Son monologue « Emma » écrit pour la comédienne Julie Duroisin, qu'il met en scène en 2007 à la Samaritaine, rencontre un succès critique important et le fait connaître du public. En 2010, après une dizaine de pièces, il reçoit le prix de la critique du meilleur auteur belge.

## Œuvres
- 2006 : Int.Jour. Page blanche
- 2006 : Les Dernières Volontés
- 2008 : Arrête
- 2008 : Le Groupe
- 2008 : Emma
- 2009 : Ice Cold Sisters
- 2009 : Purgatoire
- 2010 : Hostiles
- 2011 : New York
- 2011 : Délivre-nous du mal
- 2012 : Do Eat
- 2012 : O'sister
- 2013 : Aura Popularis
- 2019 : Frédéric

## Sources
- Catherine Makereel, « Mourir de rire au « Purgatoire » avec Dominique Bréda », Le Soir, janvier 2011.
- Site officiel.
- Le site du spectacle "Purgatoire"